# Manuel Artazo y Torredemer
Manuel Artazo y Torredemer (Alburquerque, Badajoz, 1751 o 1754) fou un militar. Ja militar el 1767. Fill de Manuel de Artazo y Santoyo (*1723 Madrid, Espanya), capità de fusellers del Regiment de Savoia, graduat de tinent coronel, i de Rita Torre de Mer y Barral (*16-10-1732 parròquia de S. Jorge, La Corunya); La mare procedia de la família de Ciutadans Honrats del poble del Pla de Santa Maria, província de Tarragona